# Équipe des Fidji de rugby à XV à la Coupe du monde 2003
L'équipe des Fidji a terminé troisième de poule et n'a pas participé à la phase finale de la Coupe du monde de rugby 2003. Elle fut troisième en poule derrière l'équipe de France et l'équipe d'Écosse. 

## Résultats
(voir également Coupe du monde de rugby 2003)
4 matchs, 2 victoires, 2 défaites.
98 points marqués (10 essais dont 6 transformés, 12 pénalités), 114 points encaissés.

### Poule B
- 11 octobre : France 61 - 18 Fidji
- 15 octobre : Fidji 19 - 18 États-Unis
- 23 octobre : Fidji 41 - 13 Japon
- 1er novembre : Écosse 22 - 20 Fidji

L'équipe des Fidji termine troisième de son groupe et est éliminée

### Meilleur marqueur d'essais
- Rupeni Caucaunibuca : 3 essais

### Meilleur réalisateur
- Nicky Little : 45 points

## Composition
Les joueurs suivants ont joué pendant cette coupe du monde 2003.

### Première ligne
- Bill Gadolo (1 match, 0 comme titulaire)
- Richard Nyholt (2 matchs, 1 comme titulaire)
- Greg Smith (4 matchs, 4 comme titulaire)
- Joeli Veitayaki (4 matchs, 3 comme titulaire)
- Nacanieli Seru (4 matchs)
- Isaia Rasila (4 matchs, 2 comme titulaire)

### Deuxième ligne
- Sisa Koyamaibole (4 matchs, 1 comme titulaire)
- Vula Maimuri (3 matchs, 1 comme titulaire)
- Apenisa Naevo (3 matchs, 3 comme titulaire, 2 essais)
- Ifereimi Rawaqa (3 matchs, 3 comme titulaire)
- Kele Leawere (2 matchs)
- Emori Katalau (1 match)

### Troisième ligne
- Alifereti Doviverata  (4 matchs, 4 comme titulaire) capitaine
- Alifereti Mocelutu  (2 matchs, 2 comme titulaire)
- Koli Sewabu (4 matchs, 4 comme titulaire)
- Kitione Salawa (2 matchs, 1 comme titulaire).

### Demi de mêlée
- Jacob Rauluni (1 match, 0 comme titulaire)
- Mosese Rauluni (4 matchs, 3 comme titulaire)
- Sami Nasagavesi (2 matchs, 1 comme titulaire).

### Demi d’ouverture
- Nicky Little  (4 matchs, 3 comme titulaire, 6 transformations, 11 pénalités)
- Waisale Serevi (2 match, 1 comme titulaire, 1 pénalité)

### Trois-quarts centre
- Isa Nacewa (1 match, 0 comme titulaire)
- Seru Rabeni  (4 matchs)
- Epeli Ruivadra (2 matchs)
- Aisea Tuilevu (4 matchs, 4 comme titulaire, 2 essais)

### Trois-quarts aile
- Rupeni Caucaunibuca (2 matchs, 2 comme titulaire, 3 essais)
- Vilimoni Delasau (4 matchs, 3 comme titulaire)
- Marika Vunibaka (3 matchs, 1 comme titulaire, 1 essai)

### Arrière
- Norman Ligairi (3 matchs, 3 comme titulaire, 2 essais)
- Alfie Uluinayau (1 match, 1 comme titulaire)